# 야마하 YM2610

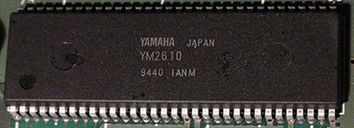
야마하 YM2610

야마하 YM2610(Yamaha YM2610, 별칭 OPNB)는 야마하가 개발해 1990년부터 사용되기 시작한 사운드 칩이다. FM 음원을 사용하는 야마하의 OPN 시리즈의 일원으로 야마하 YM2608의 후속 부품이다. 대표적으로 SNK의 네오지오 아케이드 및 가정용 게임 기기를 포함한 여러 아케이드 기판들에 쓰였다.

## 사양
- 동시 재생 FM 채널 (목소리) 4개, 채널별 오퍼레이터 4개, YM3016와 DAC 호환
- SSG 채널 3개, YM2149 (아타리 ST)와 호환
- 프로그래밍 가능한 노이즈 채널 1개
- ADPCM-A: ADPCM 채널 6개, 고정 피치, 4비트 데이터로부터 12비트로 샘플링 레이트 18.5kHz
- ADPCM-B: ADPCM 채널 1개, 가용 피치, 샘플링 레이트 18.5-55.5kHz
- 주기적 타이머 2개
- 저주파 발진 (LFO)

변형판인 YM2610B의 경우 FM 채널이 2개 추가돼 총 6개가 있다. 타이토 Z 시스템을 비롯한 타이토의 아케이드 기판들에 쓰였다.

## 같이 보기
- 야마하 YM2203
- 야마하 YM2608
- 야마하 YM2612

## 참조
- YM2610 데이터